# Morti nel 1996/Marzo
| Questa pagina contiene informazioni ricavate automaticamente dalle voci biografiche con l'ausilio del template Bio e di un bot. L'aggiornamento è periodico e automatico e ricostruisce completamente la pagina. Se manca una persona in questa lista, sei pregato di non aggiungerla, ma accertati piuttosto che la sua voce biografica contenga il template Bio e che i dati anagrafici siano correttamente compilati. Se il template Bio manca, inseriscilo tu stesso o, in alternativa, metti l'avviso {{tmp\|Bio}} che ne segnala la mancanza. Se i dati riportati sono sbagliati, correggi direttamente la voce biografica; le modifiche saranno visibili in questa lista entro pochi giorni. Per chiarimenti vedi il progetto biografie. La lista contiene solo le 131 persone che sono citate nell'enciclopedia e per le quali è stato implementato correttamente il template Bio. Pagina aggiornata al 18 ago 2025. |

- 1º marzo - Guerrino Botte, carabiniere italiano (n. 1942)
- 1º marzo - Vergílio Ferreira, scrittore, saggista e filosofo portoghese (n. 1916)
- 1º marzo - Ferdinand Gamper, serial killer e terrorista italiano (n. 1957)
- 1º marzo - Paolo Ketoff, tecnico del suono e inventore italiano (n. 1921)
- 1º marzo - Don Smith, cestista statunitense (n. 1920)
- 2 marzo - Célestin Delmer, calciatore francese (n. 1907)
- 2 marzo - Alberto Jacoviello, giornalista e scrittore italiano (n. 1920)
- 2 marzo - José López Rubio, regista, sceneggiatore e drammaturgo spagnolo (n. 1903)
- 2 marzo - Jacobo Majluta Azar, politico dominicano (n. 1934)
- 2 marzo - Carlo Ravnich, militare e partigiano italiano (n. 1903)
- 2 marzo - Marino Renner, calciatore italiano (n. 1914)
- 2 marzo - Lyle Talbot, attore statunitense (n. 1902)
- 3 marzo - Claudie Clèves, attrice e sceneggiatrice francese (n. 1905)
- 3 marzo - Marguerite Duras, scrittrice, regista e sceneggiatrice francese (n. 1914)
- 3 marzo - Franz Herber, militare tedesco (n. 1908)
- 3 marzo - John Joseph Krol, cardinale e arcivescovo cattolico statunitense (n. 1910)
- 3 marzo - Léo Malet, scrittore francese (n. 1909)
- 3 marzo - Enrico Muzzio, calciatore italiano (n. 1936)
- 3 marzo - Mario Nicolini, calciatore e allenatore di calcio italiano (n. 1912)
- 3 marzo - Meyer Schapiro, storico dell'arte statunitense (n. 1904)
- 4 marzo - Enrico Cucchi, calciatore italiano (n. 1965)
- 4 marzo - Angelo Massimino, imprenditore e dirigente sportivo italiano (n. 1927)
- 4 marzo - Otello Migliosi, presbitero e religioso italiano (n. 1913)
- 4 marzo - Adriana Ramelli, letterata svizzero (n. 1908)
- 4 marzo - Dario Villa, poeta e traduttore italiano (n. 1953)
- 5 marzo - Whit Bissell, attore statunitense (n. 1909)
- 5 marzo - Robert Folz, medievista francese (n. 1910)
- 5 marzo - Galina Kravčenko, attrice sovietica (n. 1905)
- 5 marzo - José Santacruz Londoño, criminale colombiano (n. 1943)
- 5 marzo - Girolamo Sotgiu, storico, sindacalista e politico italiano (n. 1915)
- 6 marzo - Perseu Abramo, giornalista e sociologo brasiliano
- 6 marzo - Jurandir de Freitas, calciatore brasiliano (n. 1940)
- 6 marzo - Zdeněk Škrland, canoista cecoslovacco (n. 1914)
- 7 marzo - Ramon Monzon, fumettista spagnolo (n. 1929)
- 7 marzo - Ferdinand Panke, pallanuotista tedesco (n. 1922)
- 7 marzo - Paula Winslowe, attrice e doppiatrice statunitense (n. 1910)
- 8 marzo - Jack Churchill, militare britannico (n. 1906)
- 8 marzo - Alfredo Vicente Scherer, cardinale e arcivescovo cattolico brasiliano (n. 1903)
- 9 marzo - George Burns, comico e attore statunitense (n. 1896)
- 9 marzo - Merle Curti, storico statunitense (n. 1897)
- 9 marzo - Elman Ali Ahmed, imprenditore e attivista somalo
- 9 marzo - Imre Kovács, calciatore e allenatore di calcio ungherese (n. 1921)
- 9 marzo - Vincenzo Margiotta, calciatore e allenatore di calcio italiano (n. 1917)
- 9 marzo - Alberto Pellegrino, schermidore e dirigente sportivo italiano (n. 1930)
- 9 marzo - Colette Rosselli, scrittrice, illustratrice e pittrice italiana (n. 1911)
- 10 marzo - Jean Desgranges, calciatore francese (n. 1929)
- 10 marzo - Ross Hunter, produttore cinematografico e attore statunitense (n. 1920)
- 10 marzo - Gyula Nagy, calciatore e allenatore di calcio ungherese (n. 1924)
- 11 marzo - Elio Filippo Accrocca, poeta, scrittore e traduttore italiano (n. 1923)
- 11 marzo - Granville Beynon, fisico gallese (n. 1914)
- 11 marzo - Paul Crossley, calciatore inglese (n. 1948)
- 11 marzo - Vince Edwards, attore, regista e cantante statunitense (n. 1928)
- 11 marzo - Ludwig Fellermaier, politico tedesco (n. 1930)
- 11 marzo - Thorleif Olsen, calciatore norvegese (n. 1921)
- 11 marzo - Evangeline Walton, scrittrice statunitense (n. 1907)
- 12 marzo - Gyula Kállai, politico ungherese (n. 1910)
- 13 marzo - Lucio Fulci, regista, sceneggiatore e attore italiano (n. 1927)
- 13 marzo - Sándor Gellér, calciatore ungherese (n. 1925)
- 13 marzo - Krzysztof Kieślowski, regista, sceneggiatore e scrittore polacco (n. 1941)
- 13 marzo - Weston La Barre, antropologo statunitense (n. 1911)
- 13 marzo - Ottorino Momoli, politico italiano (n. 1903)
- 14 marzo - Dewi Bebb, rugbista a 15 e giornalista britannico (n. 1938)
- 15 marzo - Ed Beach, cestista statunitense (n. 1929)
- 15 marzo - Mario Berri, magistrato e giurista italiano (n. 1912)
- 15 marzo - Helen Chadwick, artista britannica (n. 1953)
- 15 marzo - Cheng Heng, politico cambogiano (n. 1910)
- 15 marzo - Robert Pearce, lottatore statunitense (n. 1908)
- 16 marzo - Jean Neuberth, pittore francese (n. 1915)
- 16 marzo - Sergij Vilfan, storico sloveno (n. 1919)
- 16 marzo - Edmond Weiskopf, calciatore francese (n. 1911)
- 17 marzo - Pio Alessandrini, politico italiano (n. 1906)
- 17 marzo - René Clément, regista francese (n. 1913)
- 17 marzo - Nicola Falde, generale, giornalista e saggista italiano (n. 1917)
- 17 marzo - Nicola Gallerano, storico italiano (n. 1940)
- 17 marzo - Elsa Respighi, compositrice, pianista e scrittrice italiana (n. 1894)
- 18 marzo - Odysseas Elytīs, poeta greco (n. 1911)
- 18 marzo - Jacquetta Hawkes, archeologa e scrittrice britannica (n. 1910)
- 18 marzo - Enrique Jordá, direttore d'orchestra spagnolo (n. 1911)
- 18 marzo - Shin Yung-kyoo, calciatore nordcoreano (n. 1942)
- 18 marzo - Niní Marshall, comica, attrice e sceneggiatrice argentina (n. 1903)
- 18 marzo - Balthasar Woll, militare tedesco (n. 1922)
- 19 marzo - Chen Jingrun, matematico cinese (n. 1933)
- 19 marzo - Cesare Ghezzi, rugbista a 15, allenatore di rugby a 15 e dirigente sportivo italiano (n. 1909)
- 19 marzo - Virginia Henderson, infermiera, insegnante e scrittrice statunitense (n. 1897)
- 19 marzo - Augusto Melica, politico e medico italiano (n. 1933)
- 19 marzo - Walter Sullivan, giornalista e saggista statunitense (n. 1918)
- 20 marzo - Audrey Berry, attrice statunitense (n. 1906)
- 20 marzo - Claude Bourdet, scrittore, giornalista e imprenditore francese (n. 1909)
- 20 marzo - Renzo Torelli, arbitro di calcio italiano (n. 1933)
- 21 marzo - Giovanni Bergese, arcivescovo cattolico italiano (n. 1935)
- 21 marzo - Sverre Sørsdal, pugile norvegese (n. 1900)
- 22 marzo - Sergio Quinzio, teologo e aforista italiano (n. 1927)
- 22 marzo - Claude Mauriac, scrittore, saggista e drammaturgo francese (n. 1914)
- 22 marzo - Robert Overmyer, astronauta statunitense (n. 1936)
- 23 marzo - Benito Gualtieri, politico italiano (n. 1936)
- 23 marzo - Kapambwe Mulenga, calciatore zambiano (n. 1963)
- 23 marzo - Jacques Toja, attore francese (n. 1929)
- 24 marzo - Marvin H. Albert, scrittore e sceneggiatore statunitense (n. 1924)
- 24 marzo - Lola Beltrán, cantante e attrice messicana (n. 1932)
- 24 marzo - Idilio Cei, allenatore di calcio e calciatore italiano (n. 1937)
- 24 marzo - Gualtiero Driussi, sindacalista e politico italiano (n. 1920)
- 24 marzo - Jean-Claude Piumi, calciatore francese (n. 1940)
- 24 marzo - Spartaco Schergat, marinaio italiano (n. 1920)
- 25 marzo - Mary Lavin, scrittrice irlandese (n. 1912)
- 25 marzo - Dioscoro Siarot Rabor, zoologo filippino (n. 1911)
- 25 marzo - Marcello Spaccini, politico italiano (n. 1911)
- 26 marzo - Luigi Ciminaghi, calciatore italiano (n. 1910)
- 26 marzo - Edmund Muskie, politico statunitense (n. 1914)
- 26 marzo - David Packard, imprenditore, ingegnere e politico statunitense (n. 1912)
- 27 marzo - Ignace Kowalczyk, calciatore tedesco (n. 1913)
- 27 marzo - André Lefevere, linguista belga (n. 1945)
- 27 marzo - Samuel Schoenbaum, saggista e biografo statunitense (n. 1927)
- 28 marzo - Hans Blumenberg, filosofo tedesco (n. 1920)
- 28 marzo - Tommy Hamill, calciatore nordirlandese (n. 1933)
- 28 marzo - Richard Kreß, calciatore tedesco (n. 1925)
- 28 marzo - Barbara McLean, montatrice statunitense (n. 1903)
- 28 marzo - Valerio Pisano, ceramista, incisore e pittore italiano (n. 1910)
- 28 marzo - Muhammad Sidqi Sulayman, politico egiziano (n. 1919)
- 28 marzo - Vladimir Svetilko, sollevatore sovietico (n. 1915)
- 28 marzo - Giuseppe Tadonio, pittore italiano (n. 1923)
- 29 marzo - Bill Goldsworthy, hockeista su ghiaccio e allenatore di hockey su ghiaccio canadese (n. 1944)
- 29 marzo - Liborio Guccione, scrittore italiano (n. 1922)
- 29 marzo - Asylbek Momunov, calciatore sovietico (n. 1966)
- 29 marzo - Giuseppe Speciale, politico italiano (n. 1919)
- 30 marzo - Jean-Pierre Puthod, sciatore alpino e allenatore di sci alpino francese
- 31 marzo - Dario Bellezza, poeta, scrittore e drammaturgo italiano (n. 1944)
- 31 marzo - Nino Borsari, ciclista su strada, pistard e dirigente sportivo italiano (n. 1911)
- 31 marzo - Dante Giacosa, ingegnere e designer italiano (n. 1905)
- 31 marzo - Jeffrey Lee Pierce, musicista statunitense (n. 1958)
- 31 marzo - Luis Jorge Prieto, linguista e semiologo argentino (n. 1926)
- 31 marzo - Fiorentino Vilasco, pittore italiano (n. 1904)